# Blandinia mahasoana
Blandinia mahasoana is een spinnensoort uit de familie van de kraamwebspinnen (Pisauridae). De wetenschappelijke naam van de soort werd als Ransonia mahasoana in 1979 gepubliceerd door Patrick Blandin. De naam Ransonia was echter sinds 1947 al in gebruik voor een geslacht van hydroïdpoliepen, en dus niet beschikbaar. In 2016 publiceerden Lorena Tonini, Juliana Paulo da Silva, Arlindo Serpa Filho & Joelcio Freitas het nomen novum Blandinia voor het geslacht, vernoemd naar de auteur van de niet beschikbare geslachtsnaam.